# Occhiatana
Occhiatana é uma comuna francesa na região administrativa de Córsega, no departamento da Alta Córsega. Estende-se por uma área de 12,62 km². 